# Chlodulf
De heilige Chlodulf (Clodulphe of Clodould of Saint Cloud) (605 - Metz, 8 juni 696 of 697) was bisschop van Metz van ongeveer 656 tot aan zijn dood veertig jaar later. 

## Leven
Chlodulf was een zoon van Arnulf van Metz, bisschop van Metz. Hij was een jongere broer van Ansegisel, de hofmeier van het paleis van Austrasië. 
Voorafgaand aan zijn wijding was hij getrouwd met een onbekende vrouw. Uit dat huwelijk had hij een zoon die Aunulf heette. 
In 657 werd hij bisschop van Metz, de derde opvolger van zijn vader. Hij bekleedde dit ambt gedurende veertig jaar. In deze tijd decoreerde hij de St.-Stefaanskathedraal van Metz. Hij stond in nauw contact met zijn schoonzuster Sint-Gertrudis van Nijvel. 
Hij stierf in Metz en werd begraven in de kerk van Sint-Arnulf. In Nijvel werd hij lokaal vereerd als Saint-Clou, dit vanwege zijn connectie met Sint-Gertrudis. Zijn feestdag is op 8 juni. 
- Gemeinsame Normdatei: 135881978
- Virtual International Authority File: 80323023